# 岡山市立桑田中学校
岡山市立桑田中学校（おかやましりつくわだちゅうがっこう）は、岡山県岡山市北区東島田町にある公立中学校。2015年5月末に6階建ての新校舎が完成した。

## 沿革
昭和22年4月1日に学校長国光専一が就任した。

## 校訓
- 友情 希望 前進

## 部活動
運動部
- 陸上競技部
- バスケットボール部
- 水泳部
- サッカー部
- 野球部
- バレーボール部
- ソフトテニス部
- 卓球部
- 剣道部
- 柔道部 　2015年に中国大会に出場した。

文化部
- 吹奏楽部
- 合唱部
- 美術部
- 放送部
- 演劇部 　2018年に全国大会に出場した。
- 視聴覚部
- ボランティア部　　校内の清掃やペットボトルキャップの収集を行っている。

## 著名な出身者
- 浜慎二 （ホラー漫画家）
- 黒田朝日 （陸上競技選手）
- 安藤寧則（青山学院大学硬式野球部監督）
- 大森雅夫　(現岡山市長)

## 通学区域が隣接している学校
- 岡山市立御南中学校
- 岡山市立石井中学校
- 岡山市立岡山中央中学校
- 岡山市立岡輝中学校
- 岡山市立芳田中学校